# تاکشی کانشیرو
تاکشی کانشیرو (به ژاپنی: 金城 武) (زاده ۱۱ اکتبر ۱۹۷۳ میلادی) بازیگر و خواننده ژاپنی-تایوانی است.
از مهم‌ترین نقش‌آفرینی‌های او می‌توان به حضور در فیلم‌های خانه خنجرهای پران، دل اغواگر و اربابان جنگ اشاره کرد. کانشیرو همچنین به دلیل صداپیشگی و ایفای نقش شخصیت سامانوسکه آکچی در سری بازی‌های ویدئویی اونیموشا از شرکت کپ‌کام، در صنعت بازی شناخته شده‌است.

## فیلم‌شناسی

### فیلم

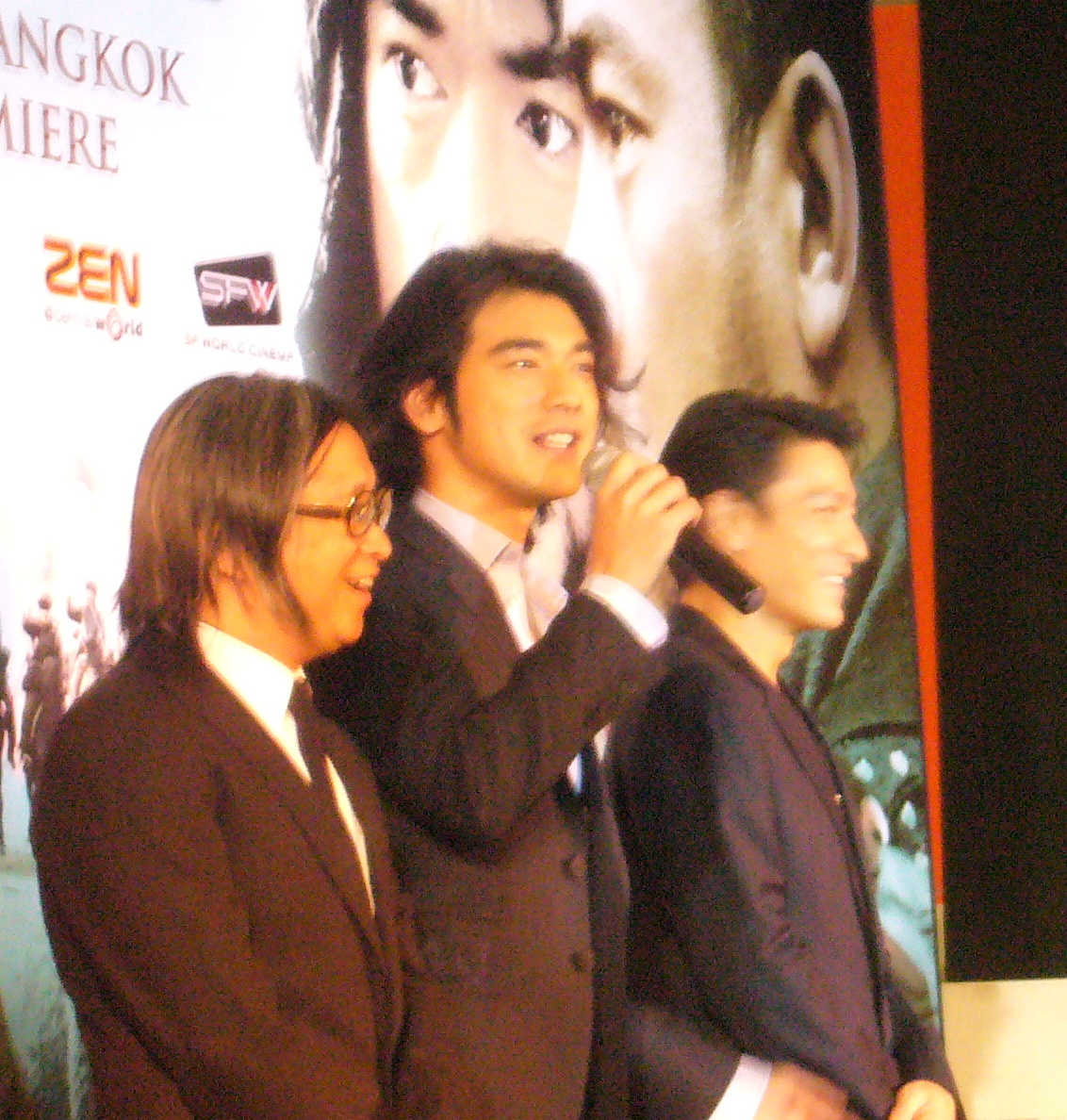
کانشیرو در سال ۲۰۰۷، در تبلیغ اربابان جنگ، در کنار کارگردان فیلم پیتر چان

| سال  | عنوان انگلیسی     | عنوان اصلی       | نقش                | نکته                                       |
| ---- | ----------------- | ---------------- | ------------------ | ------------------------------------------ |
| ۱۹۹۳ | اعدام‌کنندگان      | 現代豪俠傳       | چونگ هان           |                                            |
| ۱۹۹۴ | چانگ‌کینگ اکسپرس   | 重慶森林         | هو چی وو، پلیس ۲۲۳ |                                            |
| ۱۹۹۵ | فرشتگان سقوط‌کرده  | 墮落天使         | هی ژیوو            |                                            |
| ۱۹۹۶ | دکتر وای          | 冒險王           | شینگ               |                                            |
| ۱۹۹۹ | دل اغواگر         | 心動             | لین هو-جون         |                                            |
| ۱۹۹۹ | تارزان            | —                | تارزان             | صدا برای نسخه‌های کانتونی، ماندارین و ژاپنی |
| ۲۰۰۰ | اسطوخودوس         | 薰衣草           | انجل               |                                            |
| ۲۰۰۴ | خانه خنجرهای پران | 十面埋伏         | جین                |                                            |
| ۲۰۰۷ | اربابان جنگ       | 投名狀           | جیانگ وویانگ       |                                            |
| ۲۰۰۸ | صخره سرخ          | 赤壁             | ژوگه لیانگ         |                                            |
| ۲۰۰۹ | صخره سرخ          | 赤壁:決戰天下    | ژوگه لیانگ         |                                            |
| ۲۰۱۱ | اژدها             | 武俠             | چو بای چیو         |                                            |
| ۲۰۱۴ | گذرگاه            | 太平輪：亂世浮生 | ین زکون            |                                            |
| ۲۰۱۵ | گذرگاه            | 太平輪：驚濤摯愛 | ین زکون            |                                            |
| ۲۰۱۶ | فرابر             | 擺渡人           | گوان چون           |                                            |

### تلویزیون
| سال  | عنوان انگلیسی                     | عنوان اصلی         | نقش                | نکته  |
| ---- | --------------------------------- | ------------------ | ------------------ | ----- |
| ۱۹۹۱ | دانش پژوه                         | 草地狀元           | چن نای چین         | [ ۴ ] |
| ۱۹۹۵ | رنگ عشق                           | 富士彩色顯人生     |                    |       |
| ۱۹۹۵ | معجزه در شب کریسمس                | 聖夜の奇跡         | آقای بل            |       |
| ۱۹۹۸ | خدایا، لطفا به من زمان بیشتری بده | 神様、もう少しだけ | کیگو ایشیکاوا      |       |
| ۲۰۰۰ | لاو ۲۰۰۰                          | 二千年の恋         | قاتل / یوریج ماروف |       |
| ۲۰۰۲ | جام طلایی                         | ゴールデンボウル   | شو آکتاگاوا        |       |

### بازی‌های ویدئویی
| سال  | عنوان                          | نقش            | نکته                                   |
| ---- | ------------------------------ | -------------- | -------------------------------------- |
| ۲۰۰۱ | اونیموشا: اربابان جنگ          | سامانوسکه آکچی | همچنین صدا در نسخه ژاپنی               |
| ۲۰۰۴ | اونیموشا ۳: محاصره اهریمن      | سامانوسکه آکچی | همچنین صدا در نسخه ژاپنی               |
| ۲۰۱۸ | اونیموشا: اربابان جنگ (ریمستر) | سامانوسکه آکچی | همچنین صدا در نسخه ژاپنی؛ سازنده مهمان |

## جوایز و نامزدی‌ها
تاکشی کانشیرو یکی از ۱۰ دریافت‌کننده جایزۀ گرین پِلَنِت فیلم در سال ۲۰۱۰ به عنوان یکی از ده بازیگر برتر بین‌المللی دهه (آسیا) است.
| سال  | جایزه                                      | بخش                   | اثر                                         | نتیجه    |
| ---- | ------------------------------------------ | --------------------- | ------------------------------------------- | -------- |
| ۱۹۹۵ | اولین جایزه باهینیای زرین                  | بهترین بازیگر         | فرشتگان سقوط‌کرده                            | نامزدشده |
| ۱۹۹۸ | هجدهمین جایزه تلویزیونی درام               | بهترین بازیگر         | خدایا، لطفا به من زمان بیشتری بده           | برنده    |
| ۲۰۰۲ | سی و سومین جایزه تلویزیونی درام            | بهترین بازیگر         | جام طلایی                                   | نامزدشده |
| ۲۰۰۶ | چهل و سومین جشنواره و جوایز فیلم اسب طلایی | بهترین آهنگ اصلی فیلم | شاید عشق (به‌عنوان اجراکننده آهنگ «چهارراه») | برنده    |
| ۲۰۰۶ | هفتمین جشنواره فیلم چانگچون                | بهترین بازیگر         | شاید عشق                                    | نامزدشده |
| ۲۰۱۷ | پنجاه و چهارمین دوره جوایز اسب طلایی       | بهترین بازیگر         | فرابر                                       | نامزدشده |
| ۲۰۱۷ | دومین دوره جوایز پردۀ سینما                | بهترین بازیگر         | این چیزی نیست که من انتظار داشتم            | برنده    |